# William Tyrell of Heron
Sir William Tyrell of Heron († 14. April 1471) war ein englischer Ritter.

## Leben
Sir William war ein Sohn von Sir Thomas Tyrell of Heron und Anne, Tochter des John Marney.
Die Familie Tyrell besaß mehrere Häuser und Güter in Essex, unter anderem Heron, Gipping und Beeches.
Sir William war ein treuer Anhänger des Hauses Lancaster und kämpfte während der Rosenkriege bei den Schlachten von Northampton (1460), Wakefield (1460), St Albans (1461), Towton (1461) und Barnet (1471).
Sir William fiel am 14. April 1471 bei Barnet.

## Ehe und Nachkommen
Sir William war verheiratet mit Eleanor Hungerford, Witwe des John White.